# Concilio de Aquilea (381)
El concilio de Aquilea o concilio de Aquileia inaugurado el 3 de septiembre de 381 en la ciudad de Aquilea fue solo el primero y más importante de una serie de concilios del mismo nombre, convocados allí a lo largo de los siglos.

## Contexto histórico
El concilio de Nicea de 325  había prohibido definitivamente la doctrina arriana, pero a la muerte de Constantino I en 337, la herejía había recuperado fuerza, primero en Oriente y luego en Occidente, favorecida por el apoyo del emperador Constancio II. Durante su reinado, muchos obispos ortodoxos fueron perseguidos o reemplazados por obispos arrianos.
Cuando murió Constancio en 361, y terminó el paréntesis pagano de Flavio Claudio Juliano, la doctrina ortodoxa volvió a florecer, gracias sobre todo al impulso que le dio Teodosio I, que culminó con el Edicto de Tesalónica. Sin embargo, la herejía arriana todavía estaba muy extendida en las provincias danubianas del imperio. El principal artífice de la acción contra el arrianismo fue el obispo de Milán Ambrosio, quien aplicó una política de espera, que consistía en que cuando un obispo arriano moría, el nuevo, elegido, siempre procedía de las filas ortodoxas.
En lugar del fallecido Germinio, obispo arriano de Sirmio, Ambrosio logró que Anemio fuera elegido obispo de Sirmio, ciudad fundamental, no solo porque era la capital de Panonia, sino también porque vivía allí la emperatriz Justina, que por el contrario, era una ferviente arriana y trató de oponerse a la maniobra del obispo de Milán. Incluso antes de la ordenación de Anemio, dos obispos danubianos, Paladio de Raziaria (ciudad en la actual Bulgaria) y Secundiano de Singiduno, ambos arrios, y por tanto, amenazados con perder sus obispados, habían obtenido del emperador Graciano que su causa fuera juzgada en un concilio que debía celebrarse en Aquilea.

## El concilio
Entre mayo y julio de 381 se había celebrado el primer concilio ecuménico de Constantinopla, al que solo asistieron los obispos orientales. Dada la situación, la ortodoxia cristiana pretendía erradicar definitivamente el fenómeno herético reconfirmando, en esencia, los acuerdos alcanzados durante el concilio de Nicea y rechazar la organización eclesiástica establecida en Constantinopla.
El concilio fue convocado en Aquilea, una ciudad muy importante desde el punto de vista cristiano, porque era un centro de difusión hacia Europa central y Panonia en particular. El concilio general de las diócesis orientales y occidentales, estuvo dominado por Ambrosio y además, en Aquilea había numerosas congregaciones y escuelas ascéticas que habían contribuido no poco a la venganza de la ortodoxia cristiana. De hecho, el concilio, al que asistieron los obispos del norte de Italia y algunos representantes de las actuales Francia, España y el noroeste de África, se transformó en un juicio contra dos obispos ilirios, Paladio de Ratiaria y Secundiano de Singiduno, que estaban entre los últimos partidarios de la herejía arriana. 

### Conclusiones
El concilio concluyó confirmando la proscripción del arrianismo y con la excomunión de los dos obispos acusados.
Además, fue enviada una carta del concilio a los emperadores, pero dirigida en particular a Graciano, que incluía a Roma entre sus dominios, para que no prestara fe al antipapa Ursino y a sus calumnias contra el papa Dámaso.
Finalmente, en una cuarta carta, también dirigida a los emperadores, el concilio defendía la causa de Paulino de Antioquía y Timoteo de Alejandría, y también pedía que los emperadores convocasen un gran concilio en Alejandría para poner fin a las divisiones entre cristianos.

### Obispos participantes
En la lista de obispos presentes en el concilio y que se encontraban al inicio de los actos conciliares figuraban 32 nombres, pero no acompañados de la sede episcopal a la que pertenecían. Entre las firmas de las condenas de los obispos Paladio y Secundino se encuentran los mismos obispos, muchas veces acompañados de su respectiva sede de pertenencia. Además de estos 32 obispos, estas firmas también mencionan la presencia del obispo de Pavía Evencio, ausente en la lista de asistencia.
Los obispos que asistieron según el Acta concili Aquileiensis fueron los siguientes:
| - Valeriano de Aquilea - Ambrosio de Milán - Eusebio de Bolonia - Limenio de Vercelli - Anemio (o Anomio) de Sirmio - Sabino de Piacenza - Abundancio de Trento - Artemio (sede desconocida) - Costanzo de Siscia (también legado de los Galos) - Justo de Lyon (legado de los galos, junto con el obispo de Siscia) - Filastrio de Brescia - Costanzo de Orange - Teodoro de Sion - Almachio (sede desconocida) - Donino de Grenoble - Amancio de Niza - Máximo de Emona | - Félix de Zara - Basiano de Lodi - Numidio (sede desconocida) - Januario (sede desconocida) - Proculo de Marsella - Heliodoro de Altino - Jovino (sede desconocida) - Félix (sede desconocida) - Esuperancio de Tortona - Diógenes de Génova - Máximo (sede desconocida) - Macedonio (sede desconocida) - Casiano (sede desconocida) - Marcelo (sede desconocida) - Eustasio (sede desconocida) Evencio de Pavía |